# Лабангка (район)
Лаба́нгка (індонез. Labangka) — один з 24 районів округу Сумбава провінції Західна Південно-Східна Нуса у складі Індонезії. Розташований у південно-східній частині. Адміністративний центр — село Лабангка.
Населення — 10390 осіб (2012; 10212 в 2010).

## Адміністративний поділ
До складу району входять 5 сіл:
| Населений пункт   | Населення, осіб (2010) |
| ----------------- | ---------------------- |
| Джая-Макмур, село | 1755                   |
| Лабангка, село    | 2487                   |
| Сесокат, село     | 1690                   |
| Сука-Дамаї, село  | 2773                   |
| Сука-Мулья, село  | 1507                   |